# Pseudomeloe bruchi
Pseudomeloe bruchi is een keversoort uit de familie van oliekevers (Meloidae). De wetenschappelijke naam van de soort is voor het eerst geldig gepubliceerd in 1912 door Borchmann.